# Koppenhöfer
Koppenhöfer ist ein deutscher Familienname.

## Herkunft und Bedeutung
Koppenhöfer war ein Standesname für den Inhaber eines Hofes, auf welchem die Abgabe von Kapaunen (mhd. koppe) lag. Kapaunen (kastrierte Hähne) gelten in Frankreich als Delikatesse. Daher ist wohl zu erklären, dass der Name Koppenhöfer vorwiegend im grenznahen Raum zu Frankreich auftritt. Kapaunen waren im Mittelalter ein Teil des Zehnt, der an den Lehnsherren zu leisten war.

## Häufigkeit
Der Familienname Koppenhöfer tritt besonders oft in folgenden Bundesländern auf:
- Rheinland-Pfalz (besonders im Raum Kaiserslautern)
- Baden-Württemberg (besonders im Raum Heilbronn)[2]

## Namensträger
- Herward Koppenhöfer (* 1946), deutscher Fußballspieler
- Johannes Koppenhöfer (1872–1935), deutscher Opernsänger (Tenor), siehe Hans Koppe
- Maria Koppenhöfer (1901–1948), deutsche Schauspielerin
- Marie Koppenhöfer (1877–1947), deutsche Sopranistin
- Otto Koppenhöfer (1928–2000), deutscher Leichtathlet
- Rudolf Koppenhöfer (1876–1951), deutscher Landschaftsmaler
- Ruth Koppenhöfer (1922–1994), deutsche Keramik-Künstlerin